# Ksar Astour
Ksar Astour (en arabe : قصر أستور) est un village fortifié dans la province de Zagora, région de Draa-Tafilalet au sud-est du Maroc .